# Antoinette Fage

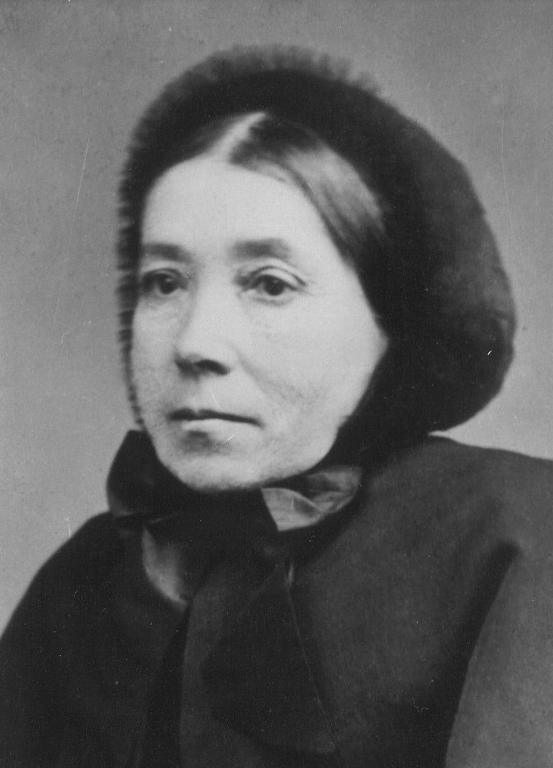
Antoinette Fage, Marie de Jésus, Anfang der Petites Sœurs de l’Assomption.

Antoinette Fage (* 7. November 1824 in Paris; † 18. September 1883 ebenda) war eine französische römisch-katholische Ordensfrau und Ordensgründerin. Sie steht mit Étienne Pernet am Anfang der Petites Sœurs de l’Assomption (Kleine Schwestern von der Himmelfahrt Mariens, auch: Kleine Schwestern der Assumptio).

## Leben und Werk

### Erster Lebensabschnitt
Antoinette Farge wuchs in Paris in kleinen Verhältnissen vaterlos auf. Eine Erkrankung an Knochenkrebs im Alter von 12 Jahren stoppte ihr Wachstum und ließ sie lebenslang behindert. Mit 13 verlor sie ihre Mutter und hatte nur noch einen Großvater. Bis 1850 lebte sie in einer Adoptivfamilie. Früh wandte sie sich den Armen und ihren Kindern zu, unterstützt von ihrem geistlichen Beistand, dem Dominikaner Thomas Faucillon (1829–1901), mit dem sie nach dessen Weggang im Briefkontakt blieb. 1862 trat sie dem Dritten Orden der Dominikaner bei und eröffnete zusammen mit Gräfin Flora de Mesnard (1808–1887) ein Waisenheim.

### Oberin der Kleinen Schwestern
1864 traf sie auf den gleichaltrigen Assumptionisten Étienne Pernet, mit dem sie eine lebenslange Freundschaft von seltener Intensität verbinden würde. Pernet hatte in der Rue Vaneau eine kleine Frauengemeinschaft gegründet mit dem Ziel der entgeltlosen häuslichen Pflege in den Familien der Armen des Arbeitermilieus. Im Juni 1865 machte er in der Rue Saint Dominique 233 Antoinette zur Oberin der Schwesterngemeinschaft, die mit acht Mitgliedern in äußerster eigener Armut die häusliche Pflege der Armen in Angriff nahm. Damit war die Kongregation der Kleinen Schwestern der Assumptio (Aufnahme Mariens in den Himmel) gegründet. Vorbild waren die Kongregation der Kleinen Schwestern der Armen von Jeanne Jugan und die Barmherzigen Schwestern um Rosalie Rendu.

### Bewährung in Kriegszeiten
Im September 1866 legte Antoinette ein privates Gelübde ab und nahm den Ordensnamen Marie de Jésus (Maria von Jesus oder Maria Mutter Jesu) an. 1870 zog man in die Rue Violet Nr. 57 um (wo die Kongregation heute noch ist) und musste schon bald ein Notkrankenhaus von 80 Betten für die Kriegsverletzten des Deutsch-Französischen Krieges einrichten und anschließend die Pariser Kommune sowie die Eroberung von Paris durch die regulären Truppen überstehen, und dies ohne den Beistand von Pernet. Die Oberin stellte in dieser Krisenzeit ihre Befähigung unter Beweis.

### Offizielle Anerkennung der Gemeinschaft. Tod der Gründerin 1883
Die Gemeinschaft wuchs und gründete weitere Stützpunkte (darunter London 1880 und Lyon 1883). 1873 wurde sie offiziell in den Assumptionistenorden eingegliedert. Ab 1874 trugen die Schwestern einen Ordenshabit. Nach der offiziellen Anerkennung der Schwesterngemeinschaft durch die Diözese 1875 legte die Oberin mit 30 Schwestern die Profess ab, 1878 die ewige Profess. Als Pernet 1876 die geistliche Leitung der Kleinen Schwestern vom Bischof entzogen wurde, weil die Assumptionisten in der gallikanistischen Diözese als zu ultramontan galten, hielt Antoinette Fage hartnäckig an ihm fest und erreichte 1880 seine Wiedereinsetzung. 1883 erlebte sie noch den Besuch von Don Bosco, der sich sehr anerkennend aussprach, machte als Todkranke eine letzte Lourdes-Reise und starb unter Qualen im Alter von 58 Jahren. Sie liegt in der Rue Violet begraben, der 16 Jahre später verstorbene Pernet an ihrer Seite. Ihr Seligsprechungsprozess ist seit 1935 eingeleitet.

### Entwicklung der Kongregation seit 1883
Ihre Kongregation breitete sich immer weiter aus, so 1891 auch nach Dublin und New York. 1896 zählte sie 400 Schwestern. 1897 wurde sie vom Heiligen Stuhl offiziell approbiert, 1901 desgleichen ihre Statuten. Heute wirken knapp 600 Schwestern in vielen Teilen der Welt (nicht aber im deutschsprachigen Raum).